# 떡갈나무
떡갈나무(oak)는 참나무과 참나무속에 속하는 갈잎큰키나무이다. 열매인 도토리는 식용으로 쓰인다.

## 생태
아시아,아프리카,중국, 일본, 한국, 몽골, 하바롭스크 지방에 자생한다. 다 자라면 20m - 25m에 이른다. 열매인 도토리가 떨어져 주변에서 싹을 틔워 군락을 형성한다.

## 잎
1cm - 1.5cm의 잔털로 덮인 잎자루에 큰 잎을 지니고 있으며 여러 장의 잎이 모여 난다. 잎의 길이는 10cm - 40cm 정도이며 폭은 15cm - 30cm 정도로, 참나무속의 나무들 가운데 잎의 크기가 가장 크다. 비슷한 모양의 잎을 가진 참나무속의 나무로는 유럽, 소아시아 및 북아프리카 등에서 자생하는 로부르 참나무가 있다. 가을에 낙엽이 되어 떨어지고 봄에 새 잎이 돋는다. 떡갈나무 잎을 먹이로 하는 산누에나방 애벌레가 있는데, 산누에나방 애벌레는 고치를 지을 때까지 떡갈나무,상수리나무, 밤나무 잎 등을 먹이로 삼는다.
잎에는 방부제 성분이 있어, 떡을 찌거나 떡을 쌀 때 이용하였다.

## 줄기
다른 참나무속 나무들처럼 특유의 그물 모양의 홈이 패인 나무거죽이 있다. 계절의 변화에 따라 생장속도가 달라 나이테를 형성한다.

## 꽃
5월에 초록색의 꽃을 피운다. 꽃은 암술과 수술이 따로 피며 강아지 꼬리 모양이다. 참나무속이나 밤나무속에서 볼 수 있는 이러한 꽃의 모양을 미상(尾狀)꽃차례라 한다.

## 열매
열매는 도토리라 부르며 식용으로 쓰인다. 도토리묵을 만들거나 녹말을 얻어 음식의 재료로 쓰인다. 한국의 역사에서 도토리는 선사시대부터 음식으로 이용되어 왔으며, 삼국시대까지 주식으로 이용되었다. 신석기 시대의 유물인 밀돌은 도토리를 갈기 위한 것으로 추정되고 있다.

## 쓰임새
떡갈나무 껍질은 염료로 이용하며, 잎은 떡을 쪄서 먹고, 도토리는 구황식품으로 사용되었다. 목재는 다른 참나무처럼 표고버섯을 키우는데 사용되며, 농구 코트 등 실내 체육관 조성 공사시 바닥 인테리어 시공재료로 쓰이기도 한다.